# Матрьошка
Матрьошка (на руски: матрёшка), умалително от личното име Матрьона (на руски: Матрёна – синоним на майка) е дървена играчка, която изобразява стилизирана фигура (обикновено женска).
Играчката се отваря по средата и вътре се съдържа следваща, по-малка, но сходна по форма и цвят фигура, която на свой ред също съдържа друга по-малка фигура и т.н. Обикновено матрьошката съдържа повече от 6 елемента. Най-голямото семейство матрьошки се състои от 72 фигурки.

## История
Матрьошките се смятат за типични за Русия играчки, но подобни предмети за игра или украса са създавани и в други страни (Япония например). В самата Русия подобен пример са някои от яйцата на Фаберже.
Смята се, че матрьошката е създадена по образец на японски кукли, изобразяващи 7-те бога на щастието. През 1890-те години известният руски майстор дърводелец Василий Звьоздочкин създава първите матрьошки по скици на художника Сергей Малютин. Малютин ги изрисува в национални руски костюми. Първата матрьошка представлява девойка в сарафан, с бяла престилка, пъстър шал на главата и черен петел в ръце.
Играчката бързо добива популярност и впоследствие става символ на руското изкуство. Разнообразието на персонажи е огромно. По време на Перестройката добиват известност матрьошки с образите на съветски и руски държавни лидери.